# Margine Rosso
Margine Rosso è una località urbana del comune di Quartu Sant'Elena. Abitata densamente a partire dalla seconda metà del XX secolo, presenta diverse testimonianze umane appartenenti a diverse epoche storiche.

## Etimologia
Il nome deriva probabilmente dall'italianizzazione del termine sardo Margiani Arrubiu (Volpe rossa in lingua sarda), una volta specie autoctona della zona.
Il nome può anche probabilmente derivare dalla sanguinosa battaglia Sarda, contro lo sbarco Francese nel litorale Quartese, il nome Margine Rosso induce infatti al ricordo del sangue versato dai francesi in quel margine di costa durante lo sbarco.

## Storia
Il territorio del Margine Rosso fu plausibilmente frequentato nel corso dell’età nuragica, dati i ritrovamenti archeologici nel vicino stagno di Simbirizzi (riconducibili alla Cultura di Monte Claro) e i vicini nuraghe Diana (nel territorio di Is Mortorius) e nuraghe Forti Becciu (oggi semidistrutto, in località Foxi). Non si ha notizia di particolari frequentazioni del territorio in età punica e romana.
In età medievale il territorio circostante è frequentato principalmente per scopi religiosi: sorgono infatti le chiese romaniche di Nostra Signora del Buon Cammino come parrocchiale del villaggio scomparso di Simbilis (presso il lago Simbirizzi) e di San Forzorio presso l’omonimo stagno. Presso l’attuale Strada Comunale Santa Anastasia, all’incrocio con l’attuale via Biora, era locata una chiesa campestre dedicata a Sant’Anastasia, della quale però non rimane traccia. La sua ultima menzione risale al 1758.
Nel 1793 il Margine Rosso fu protagonista di un evento significativo nella storia della Sardegna: sul litorale sbarcò infatti la flotta rivoluzionaria francese con l’obbiettivo di impadronirsi della Sardegna. I soldati francesi si accamparono nella chiesa campestre di San Forzorio: al simulacro del santo furono posti il berretto frigio e la coccarda tricolore, simboli della Rivoluzione. La flotta francese fu sconfitta, ma la facilità di sbarco che ebbero gli avversari resero evidente al governo sabaudo la necessità di rinforzare la già fitta rete di torri costiere di matrice spagnola.
Il Margine Rosso infatti non viene coinvolto subito dalla Reale Amministrazione delle Torri nella costruzione di punti di avvistamento costieri: i più vicini al territorio sono infatti la torre di Carcangiolas nel Poetto di Quartu e la Torre di Foxi nell’omonima località. Fu il capitano Capson a richiedere la fondazione di un nuovo sito di avvistamento costiero nel Margine Rosso: esso fu edificato su un’altura e venne denominato dalla popolazione Su Forti (in sardo: il forte). Su Forti venne utilizzato come sede di avvistamento costiero e come sede della Guardia di Finanza per l’avvistamento dei contrabbandieri; conobbe inoltre un uso intenso durante i due conflitti mondiali. Dopo il 1945, Su Forti cadde in stato di abbandono, diventando un rifugio per i pastori che portavano il loro gregge al pascolo nella zona. 
Nel frattempo, all’inizio degli anni ‘60, il Margine Rosso cominciò a configurarsi come zona turistico-residenziale di pregio. Cominciarono ad essere edificate numerose abitazioni, e cominciò a farsi strada tra gli abitanti la necessità di un luogo di culto più vicino rispetto alla chiesa e convento di Sant’Antonio di Quartu. Fu uno dei frati francescani del convento, padre Leonardo Pisanu, a proporre la ristrutturazione di Su Forti come luogo di culto. Il 21 Dicembre 1974 con una solenne celebrazione l’arcivescovo di Cagliari mons. Giuseppe Bonfiglioli inaugurò il nuovo luogo di culto ponendolo sotto il patronato dell’evangelista San Luca.
Con l’aumento degli abitanti la chiesa di Su Forti divenne però sempre più piccola e inadatta alle esigenze della comunità parrocchiale: fu così concessa dal Comune di Quartu un’area di 7781 metri quadri per edificare una nuova sede parrocchiale. Il 10 Dicembre 1989 alla presenza dell’arcivescovo di Cagliari mons. Ottorino Pietro Alberti avvenne la posa della prima pietra del nuovo edificio, che venne dedicato a San Luca Evangelista il 9 Giugno 2001.
Al contempo, vennero edificati diversi stabilimenti balneari e di soggiorno, che trasformarono ancora di più il Margine Rosso in una località turistica.

## Monumenti e luoghi di interesse

### Architetture religiose

#### Chiesa Parrocchiale di San Luca
La Chiesa di San Luca è il principale centro di aggregazione del territorio. Progettata dall’ingegnere Antonio Tramontin e realizzata in stile moderno, al suo interno sono esposte diverse opere dell’artista nuorese Pietro Longu. Si segnalano tra queste, ad esempio, l’altare e l’ambone realizzati in marmo bianco di Orosei e bronzo, il grande crocifisso in legno di tiglio e la Via Crucis in pasta ceramica refrattaria. Nella Chiesa si trovano anche due pregevoli bassorilievi dell’artista Anna Cabras Brundo. Il primo, realizzato antecedentemente alla costruzione della nuova Chiesa in occasione della intitolazione del Fortino a San Luca, vi fu ivi collocato nell’altare fino all’utilizzo di tale sede da parte della parrocchia, e raffigura San Luca. Il secondo, realizzato subito dopo l’inizio dell’utilizzo del nuovo edificio della parrocchia nella sua attuale sede, rappresenta un episodio della risurrezione e ascensione al cielo di Gesù Cristo. Al suo interno sono inoltre custoditi i simulacri di Nostra Signora del Buon Cammino, di Sant’Anastasia e di Sant’Elia Profeta.

#### Chiesa Campestre di Nostra Signora del Buon Cammino
La chiesa campestre di Nostra Signora del Buon Cammino, precedentemente chiesa parrocchiale del villaggio scomparso di Simbilis dedicata a Santa Maria, venne realizzata da maestranze locali. Costruita a navata unica, con corpi di fabbrica addossati alla struttura originaria sul retro e sul davanti, permette ancora oggi di cogliere in modo particolare la maestria dei picapedras, artigiani e maestri locali. Affacciata sul lago Simbirizzi, ospita diverse festività durante l’anno: nel mese di ottobre per la festa della Madonna del Buon Cammino, nel mese di Giugno per la festa di Sant’Elia Profeta, per la festa di Sant’Anastasia.

#### Chiesa Campestre di San Forzorio
La chiesa di San Forzorio si trova oggi all’interno di una fattoria privata. Costruita a navata unica e dotata di volta affrescata con un cielo stellato, ospita al suo interno un modesto altare e il simulacro del santo. È visitabile durante l’iniziativa Monumenti Aperti.

### Architetture militari

#### Su Forti
Su Forti, eretto come punto di avvistamento e di sorveglianza militare e abbandonato dopo il secondo conflitto mondiale, venne restaurato su iniziativa di Padre Leonardo Pisanu e degli abitanti della zona per adibirlo a nuova sede parrocchiale. Significativa la vista da Su Forti e in particolare dal fortino, ex chiesa di San Luca, da dove si può godere tutto il golfo: l'orizzonte di Cagliari e la città metropolitana, le saline, lo stagno del Molentargius, il Poetto con il Golfo degli Angeli e la Sella del Diavolo, il mare del golfo di Cagliari, tutta la costa verso Capitana e Torre delle Stelle. Sull'altro lato è visibile l'entroterra con il monte dei Sette Fratelli.

### Aree naturali

#### Spiaggia del Margine Rosso
Costituisce la parte terminale della spiaggia del Poetto. È visitabile dalla strada attraverso la discesa di scalette in cemento, nel luogo popolarmente riconosciuto come “la ringhiera” per via del parapetto metallico che costituisce una passeggiata con vista sul golfo di Cagliari.

## Infrastrutture e trasporti
Essendo posizionata nel crocevia di numerose vie di comunicazione verso le principali località turistiche della costa sud-est dell'isola, è stata scelta anche come sede per il Centro informazioni turistiche di Quartu Sant'Elena.

### Strade
Raggiungibile dal centro del capoluogo (Cagliari) attraverso la strada del Poetto o tramite la litoranea da o per Villasimius (strada provinciale nº17), oppure dall'entroterra attraverso la strada statale 554. La località Margine Rosso parte dalla grande rotonda e dalla spiaggia del lungomare Poetto verso il litorale di Quartu Sant'Elena e si estende sulle pendici dell'omonima collina in prossimità della località Su Forti. 

### Mobilità urbana
Si può raggiungere anche tramite i mezzi pubblici CTM (mediante la linea PF).